# Rudolf Perthen
Rudolf Perthen (30. dubna 1884 Děčín-Podmokly – 23. srpna 1941 Bad Gastein) byl rakouský architekt českého původu.

## Život
Rudolf Perthen byl synem stavitele Karla Perthena a jeho dědeček Josef Perthen byl autorem kostela sv. Františka z Assisi na Husově náměstí s Podmoklech (dnes Děčín). Rudolf Perthen vystudoval Vyšší odbornou školu v Liberci a poté studoval architekturu na Akademii výtvarných umění ve Vídni u Otto Wagnera. Mezi jeho spolužáky patřili například Joseph Maria Olbrich, Josef Hoffmann či Josip Plečnik. Od roku 1910 pracoval ve studiu architekta Leopolda Bauera, od roku 1914 do roku 1919 byl asistentem na Akademii výtvarných umění ve Vídni. Od roku 1919 pracoval Perthen samostatně.
Zpočátku byl představitelem moderny, později se hlásil k expresionistickému stylu nazvanému nová věcnost, jehož heslem bylo, že „Co není účelné, nemůže být krásné“. Mezi jeho projekty patří především četné obytné budovy v Eisenstadtu a Vídni vybudované v meziválečném období. Byl aktivním členem Ústřední asociace rakouských architektů a členem sdružení Vídeňská secese (společně například s Janem Kotěrou nebo Ernstem Plischkem).
Perthen zemřel v roce 1941 během horské túry na Gamskaru poblíž Bad Gasteinu. Jeho hrob se nachází na hřbitově Vídeň-Pötzleinsdorf. V Eisenstadtu je po něm pojmenována ulice Rudolf-Perthen-Gasse.

## Výběr z díla
- 1926-29 – Landhaus Eisenstadt - úžed zemské vlády spolkové země Burgenland[4]
- 1926-31 – úřednická kolonie v Eisenstadtu, Ignaz-Till-Straße (s Alexiem Wolfem)[4]
- 1927-28 – činžovní dům Marianne-Hainisch-Hof, Vídeň-Landstraße[3][4]
- 1929-31 – budova obecního úřadu, veřejná knihovna a spořitelna v Podmoklech (dnes Děčín)[3][4]
- 1931 v Burgenlandská zemská nemocenská pokladna, Eisenstadt[4]
- 1935 – operační trakt okresní nemocnice Ústí nad Labem (s Ferdinandem Kosakem) - v roce 2009 započala demolice celé budovy[4][5]
- některé vily a obytné domy ve Vídni (Saarplatz 3, Sternwartestrasse 76, Paradisgasse 51, Hockegasse 78 ) a v Eisenstadtu (Villa Heger - Hartlsteig 2)[4]

## Vyznamenání
- 1930 – Zlatá stuha Rakouské republiky[2]
- 1930 – Rytířský kříž I. třídy za zásluhy[2]
- 1936 – Rytířský kříž v Itálii[2]

## Galerie

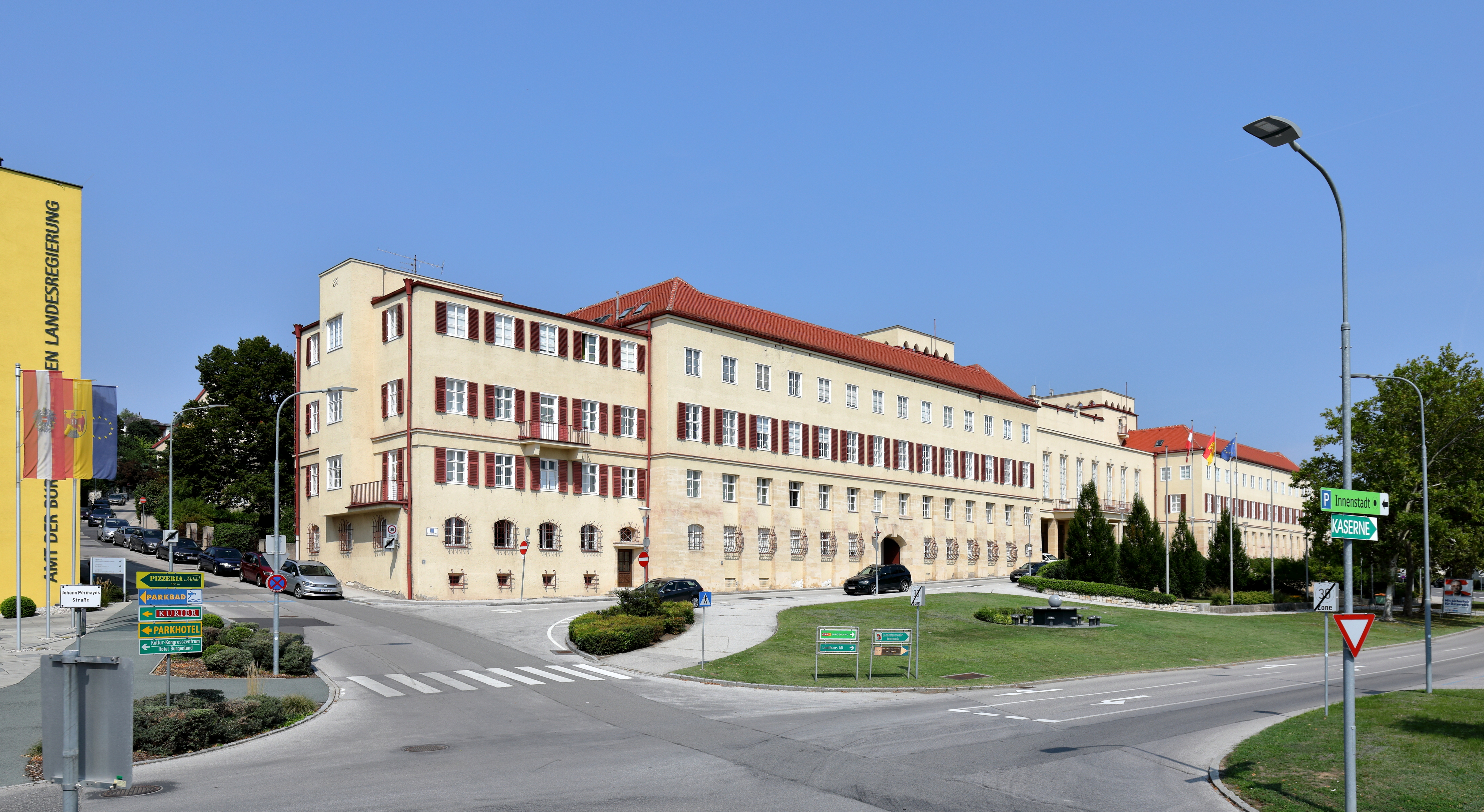
Landhaus Eisenstadt
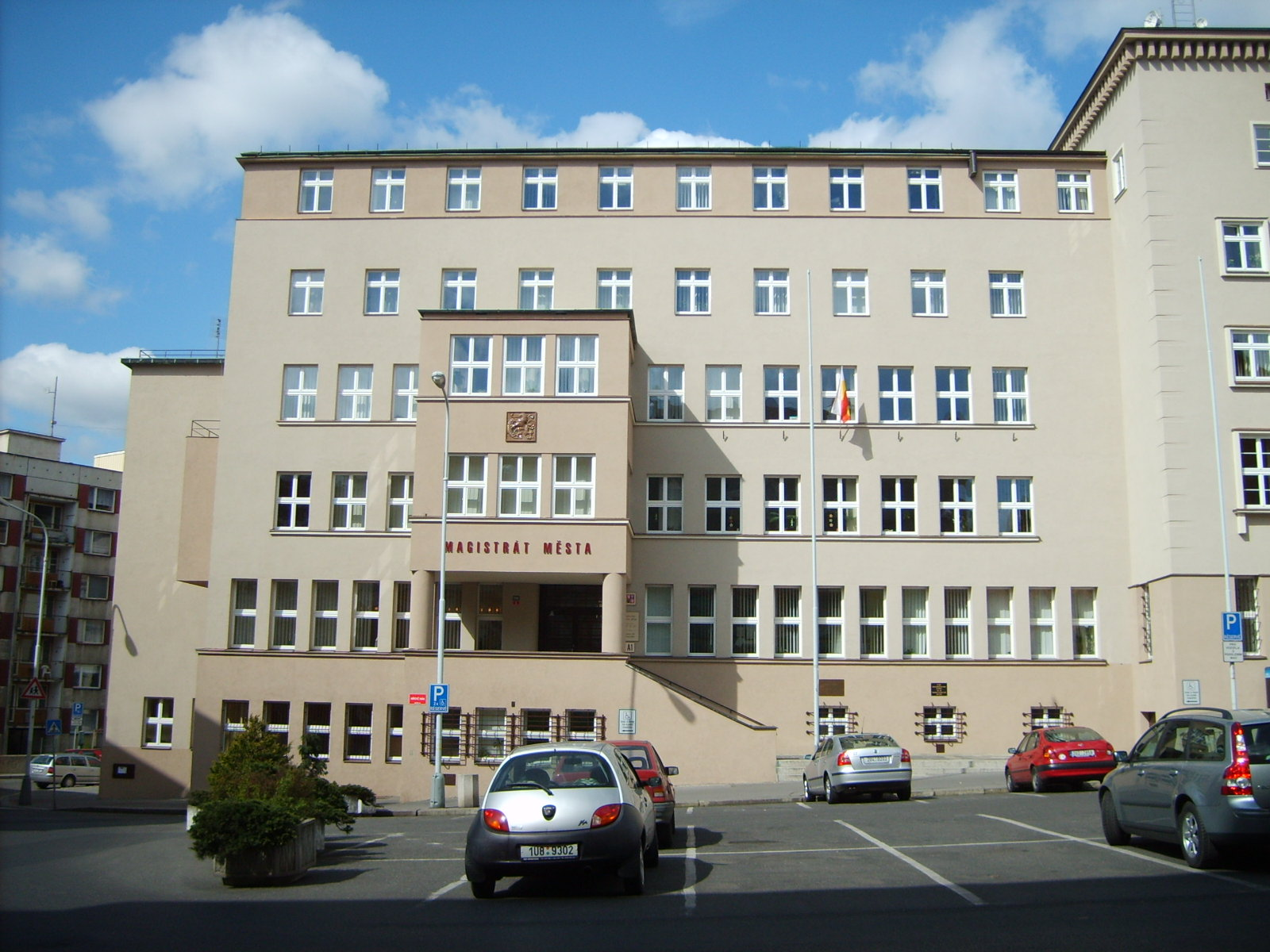
Budova obecního úřadu Děčín-Podmokly
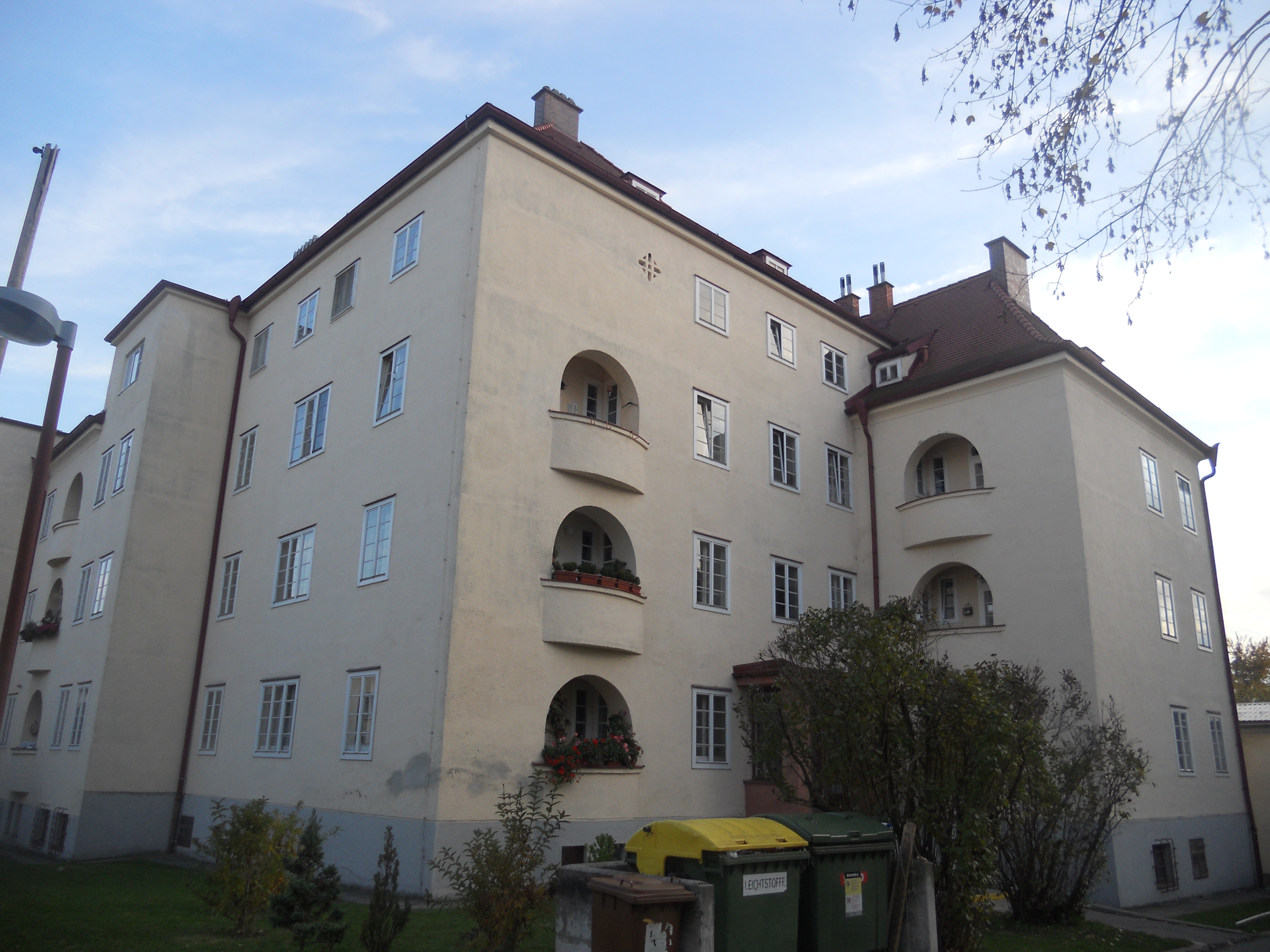
Úřednická kolonie v Eisenstadtu
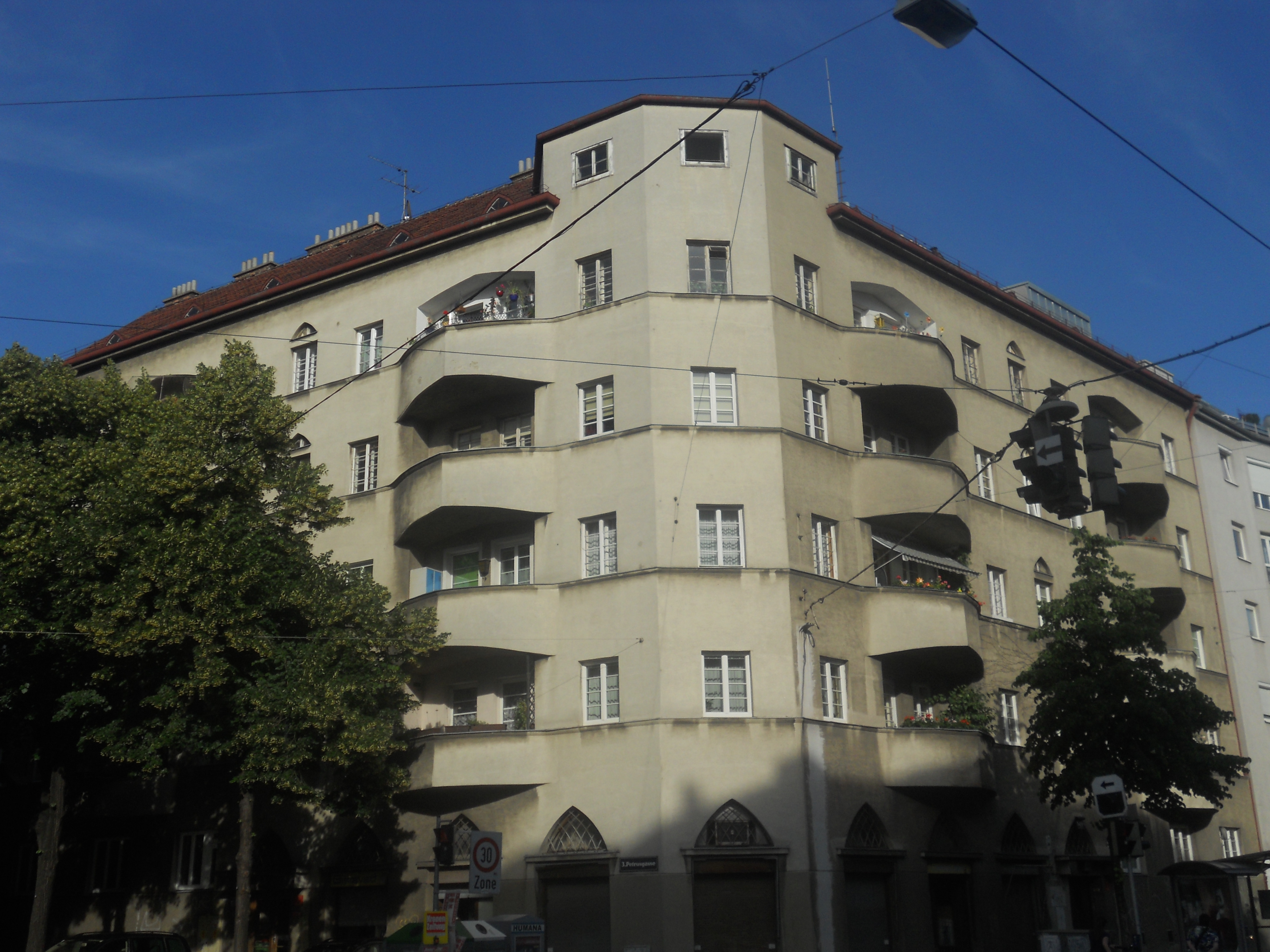
Marianne-Hainisch-Hof, Vídeň